# Moritz Ludwig II. von Nassau-LaLecq

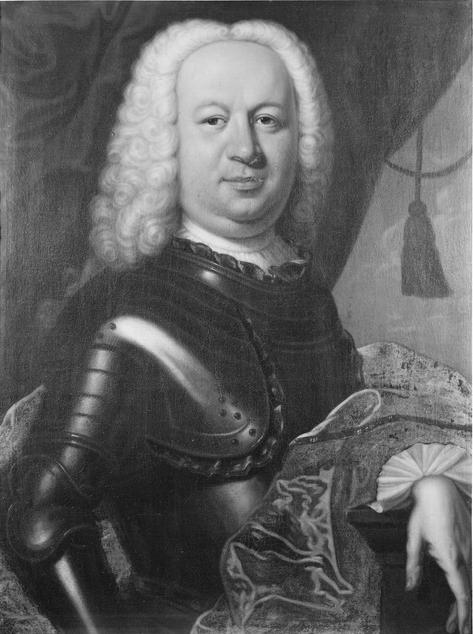

Moritz Ludwig II. Reichsgraf von Nassau (* 2. Dezember 1670 (Taufdatum); † 26. Dezember 1740 in Menen) war Herr von Lek und Beverweerd.

## Leben
Moritz Ludwig II. (ndl. Maurits Lodewijk) war der einzige Sohn von Moritz Ludwig I. von Nassau-LaLecq und Anna Isabella von Bayern von Schagen. Er wurde 1696 Oberst der Kavallerie, 1702 Brigadier, 1704 Generalmajor, 1709 Generalleutnant, 1717 als Nachfolger von Wilhelm Moritz von Nassau-Ouwerkerk Kommandeur von Ypern und 1724 Kommandeur von Menen.
Moritz Ludwig hatte ständig mit großen Schulden zu kämpfen. 1708 verkaufte er die durch Heirat erworbene Herrschaft Odijk, 1722 die ehemals zur Herrschaft Lek gehörenden Herrschaften Krimpen aan den IJssel, Lekkerkerk und Zuidbroek und Ouwerkerk.

## Nachkommen
Moritz Ludwig II. heiratete 1692 seine Cousine Elisabeth Wilhelmina von Nassau-Odijk, Tochter von Wilhelm Adrian I. von Nassau-Odijk. Aus dieser Ehe, die 1711/1717 geschieden wurde, gingen 12 Kinder hervor, von denen zu nennen sind:
- Wilhelm Heinrich von Nassau-LaLecq (1693–1762), Herr von Ouwerkerk
- Heinrich Carl von Nassau-LaLecq (1696–1781), Herr von Beverweerd
- Johann Nikolaus Florens von Nassau-LaLecq (1709–1782), Herr von Ouwerkerk